# Sycosaurus

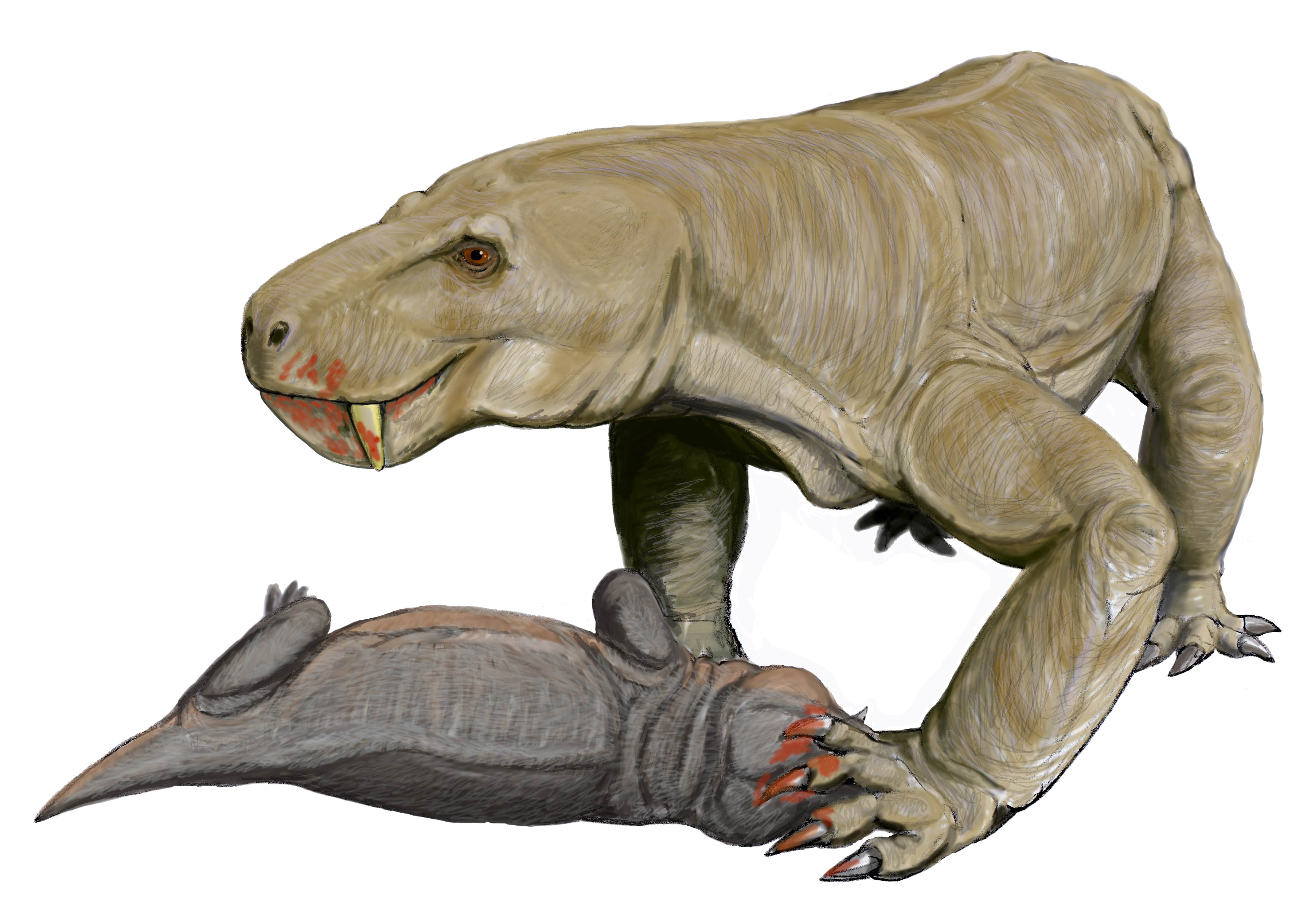
Sycosaurus laticeps, alimentándose.

Sycosaurus es un género extinto perteneciente a la familia Gorgonopsia. Fue nombrado por primera vez por Haughton en 1924, y estaba formado por al menos tres especies: S. laticeps (la especie tipo, encontrada en Sudáfrica, = S. vanderhorsti), S. kingoriensis y S. terror (encontrado en Tanzania). Fue asignado a la familia Gorgonopsidae por Carroll en 1988.
 El cráneo de los Sycosaurus es de tamaño medio respecto al resto de gorgonópsidos, con una longitud de entre 24 y 34 centímetros, según la especie. Los individuos medían entre 1,2 y 2,5 metros de largo. Su fórmula dental es i5, c1, pc5. Todos ellos pertenecen a la zona de ensamblaje de Cistecephalus, en el grupo de Beaufort, en la zona de las actuales Sudáfrica y Tanzania, por lo que les sitúa en el Pérmico tardío (Wuchiapingiense).